# بارسيس

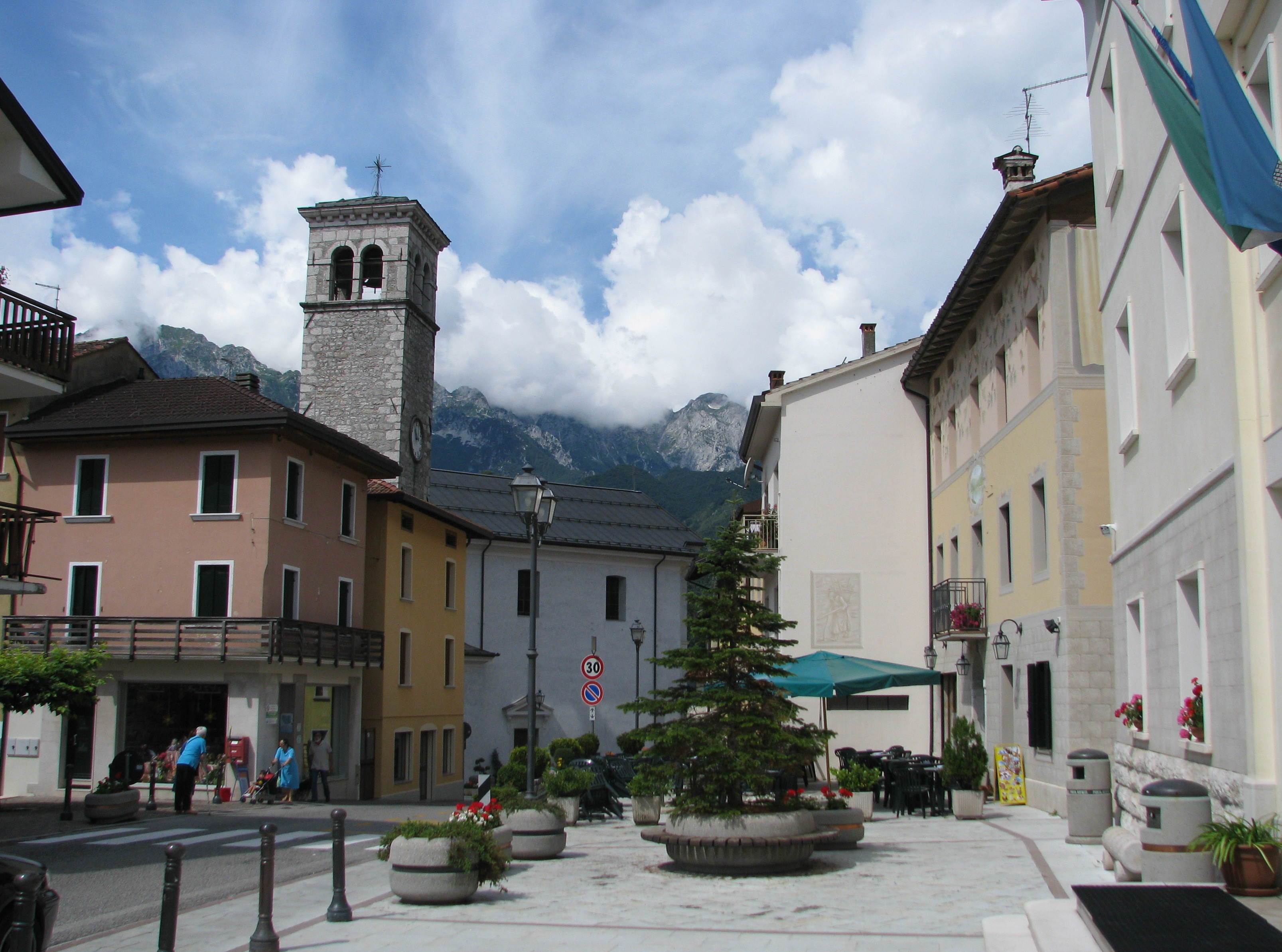
البلدة في الربيع.

بارسيس هي كومونا في مقاطعة بوردينوني في المنطقة الإيطالية فريولي فينيتسيا جوليا.
وتقع في فالسيلينا على بعد حوالي 110 كيلومترات شمال غرب تريست وحوالي 25 كيلومتر شمال بوردينوني.

## روابط خارجية
- الموقع الرسمي